# Saint-Léger-de-Peyre
Saint-Léger-de-Peyre (okcitán nyelven Sant Léger de Peyre) község Franciaország déli részén, Lozère megyében. 2011-ben 172 lakosa volt.

## Fekvése
Saint-Léger-de-Peyre az Aubrac-hegység és a Margeride-hegység között fekszik, 740 méteres (a községterület 670-1154 méteres) tengerszint feletti magasságban, Marvejols-tól 6 km-re északra a Colagne és a Crueize összefolyásánál. A község területének 22%-át (604 hektár) erdő borítja.
Nyugatról Antrenas, északnyugatról Le Buisson, északról Saint-Sauveur-de-Peyre és Recoules-de-Fumas, keletről Lachamp, délről Marvejols és Montrodat községekkel határos.
A községet Marvejols-lal és Saint-Sauveur-de-Peyre-rel (11 km) a D2-es megyei út köti össze. Területén áthalad a Párizs-Béziers vasútvonal is (két alagút).
A községhez tartozik Espères, Les Salles, Coste Mage, Fraissinet, Pomeyrols, La Borie des Dames, Lascols, Le Bouchet és Sainte-Lucie.

## Története
A település a történelmi Gévaudan tartományban fekszik, utónevét arról a Peyre-i báróságról kapta, melyhez tartozott. A 16. században lakosai protestáns hitre tértek, de 1685-ben rekatolizáltak. A francia forradalom idején a Galeizon nevet kapta. 1852. június 18-án egy hirtelen jött árvíz 22 házat pusztított el a faluban. Az elvándorlás következtében az utóbbi két évszázad során lakossága 1/10-ére csökkent. 1930-1937 között a község területén ezüsttartalmú ólomércet bányásztak.

### Demográfia
| Év   | Lakosság |
| ---- | -------- |
| 1793 | 1900     |
| 1851 | 919      |
| 1876 | 689      |
| 1901 | 609      |
| 1936 | 374      |

| Év   | Lakosság |
| ---- | -------- |
| 1946 | 328      |
| 1954 | 269      |
| 1962 | 286      |
| 1968 | 240      |

| Év   | Lakosság |
| ---- | -------- |
| 1975 | 225      |
| 1982 | 187      |
| 1990 | 172      |
| 1999 | 176      |
| 2010 | 169      |

## Nevezetességei
- Temploma román stílusban épült a 14. században.
- Crueize-viadukt a Párizs-Béziers vasútvonalon, a Crueize szurdokvölgye felett 1880-ban épült völgyhíd.[5]
- Vallée de l'Enfer - a Crueize-folyó szurdokvölgye.
- Sainte Lucie-ben található a megye egyik legfontosabb idegenforgalmi nevezetessége, a Gévaudani Farkasrezervátum (Parc à loups du Gévaudan), melyet 1962-ben hozott létre Gérard Ménatory, a Midi Libre újságírója a Gévaudanban teljesen kipusztított farkas újbóli meghonosítására. A rezervátumban (mely 1985 óta látogatható) 130 farkas él 20 hektáros területen.
- Sainte Lucie-ben 12. századi kápolna található.
- A faluban a legrégebbi lakóházak a 17. században épültek.
- Chambon-monostor romjai
- Olivier Alle emlékműve

## Híres emberek
- Olivier Alle okcitán nyelvű író a falu temetőjében nyugszik.

## Kapcsolódó szócikk
- Lozère megye községei